# زنان در شیمی
زنان در شیمی فهرستی از زنان شیمی‌دان است که نقش مهمی در تکوین و پیشرفت علم شیمی داشته‌اند. پژوهش‌ها یا اقدامات این زنان، مشارکت‌های ارزنده و مهمی در حوزه‌های شیمی محض و شیمی کاربردی محسوب می‌شوند.

## برندگان جایزهٔ نوبل[۱]
- ۲۰۲۰ - امانوئل شرپانتیه و جنیفر داودنا برای ویرایش ژن کریسپر
- ۲۰۱۸ - فرانسیس آرنولد - ابداع روش «تکامل هدایت‌شده» برای مهندسی و ساخت آنزیم‌ها
- ۲۰۰۹ - عادا یونات - ساختمان و وظایف ریبوزوم
- ۱۹۶۴ - دوروتی هاجکین - کریستالوگرافی پروتئین
- ۱۹۳۵ - ایرن ژولیو-کوری - رادیواکتیویته مصنوعی
- ۱۹۱۱ - ماری کوری - کشف رادیوم و پولونیوم

پنج زن از زمان بنیان‌گذاری جایزهٔ نوبل، از سوی فرهنگستان پادشاهی علوم سوئد برندهٔ جایزه نوبل شیمی شده‌اند. (در بالا به آنها اشاره شده‌است). نخستین آنان، ماری کوری بود که در سال ۱۹۱۱ آن را به تنهایی برد. این دومین جایزهٔ نوبل او بود و نخستین جایزه نوبل را در رشتهٔ فیزیک در سال ۱۹۰۳ به‌طور مشترک با همسر خود پیر کوری و هانری بکرل برد. وی تنها زنی است که ۲ جایزهٔ نوبل برده‌است. جایزهٔ شیمی او بابت «کشف عناصر رادیوم و پولونیوم، از طریق جداسازی رادیوم و مطالعهٔ ماهیت و ترکیبات این عنصرِ جالب توجه». دختر ماری کوری، ایرن ژولیو-کوری دومین زنی بود که این جایزه را بابت کشف رادیواکتیویته مصنوعی برد. دوروتی هاجکین در سال ۱۹۶۴ میلادی کریستالوگرافی پروتئین را تکامل بخشید. پنی‌سیلین و ویتامین ب۱۲ از کشف‌های مهم او بود. ۴۵ سال بعد، عادا یونات به‌طور مشترک با ونکاترامان راماکریشنان و توماس استیتز بابت مطالعهٔ ساختمان و عملکرد ریبوزوم برندهٔ جایزه نوبل شیمی شد.

## برندگان جایزهٔلورئال-یونسکوبرای زنان دانشمند (شاخهٔ شیمی)
- ۲۰۱۵ - شی یی، شیمی معدنی
- ۲۰۱۵ - مالی شوئیشه - شیمی نور
- ۲۰۱۱ - فائزه الخرافی الکتروشیمی

## گزیده‌ای از زنان شیمی‌دان

### قرن نوزدهم میلادی
- ورا بوگدانووسکیا - یکی از نخستین زنان شیمی‌دان روس
- گرتی کوری - بیوشیمیست و نخستین برندهٔ آمریکایی جایزهٔ نوبل
- ایدا فروند - نخستین مدرس شیمی دانشگاه در بریتانیا
- آگنس پوکلز - شیمی‌دان آلمانی
- ورا بوگدانووسکیا - شیمی‌دان روس
- آنا سانستروم - شیمی‌دان سوئدی
- کلارا ایماوار - نخستین زنی که در آلمان مدرک دکترای شیمی گرفت.
- الن سوالو ریچاردز - شیمی‌دان صنعتی و محیط زیست آمریکایی
- فنی ریسان مالفورد هیچکاک یکی از ۱۳ زنی که در سدهٔ ۱۸۰۰ میلادی، دکترای شیمی گرفت و در حیطه‌های حشره‌شناسی، استخوان‌شناسی ماهی‌ها و آسیب‌شناسی فعالیت داشت.[۲]

### قرن بیستم میلادی
- باربارا اسکینز - شیمی‌دان آمریکایی
- آلیس بال - شیمی‌دان آمریکایی
- کارولین آر. برتوزی - بیوشیمیست آمریکایی
- عاصمه کاترجی - شیمی‌دان معدنی هندی
- میلدرد کوهن - شیمی‌دان آمریکایی
- ماری کوری - فیزیک‌دان و شیمی‌دان لهستانی-فرانسوی، کاشف رادیوم و پولونیوم و یکی از پیشگامان علم رادیولوژی
- گرترود بی. الیون - بیوشیمیست آمریکایی و برندهٔ جایزه نوبل فیزیولوژی یا پزشکی بابت ابداع روش‌های نوین داروپردازی
- ماری پیترز فایزر - شیمی‌دان معدنی آمریکایی
- روزالیند فرانکلین -فیزیک‌شیمی‌دان و کریستالوگراف آمریکایی
- هلن مورای فری - شیمی‌دان آمریکایی
- الن گلدیش - رادیوشیمی‌دان نروزی
- آنا جی. هریسون - شیمی‌دان معدنی آمریکایی
- دارلین سی. هافمن - شیمی‌دان هسته‌ای آمریکایی
- دوروتی هاجکین - شیمی‌دان و کریستالوگراف بریتانیایی و برندهٔ جایزه نوبل شیمی
- کلارا ایماوار - شیمی‌دان آلمانی
- الین جینز - شیمی‌دان معدنی آمریکایی
- ایرن ژولیو-کوری - شیمی‌دان و فیزیک‌دان هسته‌ای آمریکایی و برندهٔ جایزه نوبل شیمی
- ایزابلا کارل - کریستالوگراف آمریکایی
- جودیت کلینمن - بیوشیمیست آمریکایی
- استفانی کولک - شیمی‌دان آمریکایی و کاشف کولار
- کاتلین لونسدال - کریستالوگراف بریتانیایی
- ماری مینارد دالی - نخستین زن سیاه‌پوست آمریکایی که مدرک پی‌اچ‌دی دریافت داشت.
- ماد منتن - بیوشیمیست کانادایی
- دارشان رانگاناتان - شیمی‌دان معدنی هندی
- الیزابت رونا - شیمی‌دان هسته‌ای مجاری-آمریکایی و متخصص پولونیوم
- سوزان سولومون - شیمی‌دان جو زمین
- ایدا نوداک - شیمی‌دان و فیزیک‌دان آلمانی
- جیولینا تسورو - شیمی‌دان پلیمر
- مارگارت تاچر - شیمی‌دان و نخست‌وزیر بریتانیا
- کارن وترهاهن -سم‌شناس فلزی آمریکایی
- ام. کریستینا وایت - شیمی‌دان معدنی-فلزی آمریکایی
- روزالین سوسمن یالو - بیوشیمیست آمریکایی
- عادا یونات - کریستالوگراف اسرائیلی، برندهٔ جایزه نوبل شیمی